# Lineopalpa albistriga
Lineopalpa albistriga là một loài bướm đêm trong họ Noctuidae.